# サンパウロの鉄道
サンパウロの鉄道ではサンパウロ大都市圏の鉄道網について述べる。
同都市圏では2023年11月現在、地下鉄が5路線、モノレールが1路線、郊外鉄道（CPTM）が7路線の計13路線の鉄道網が敷かれており、総延長は377kmに及ぶ。

## 概要

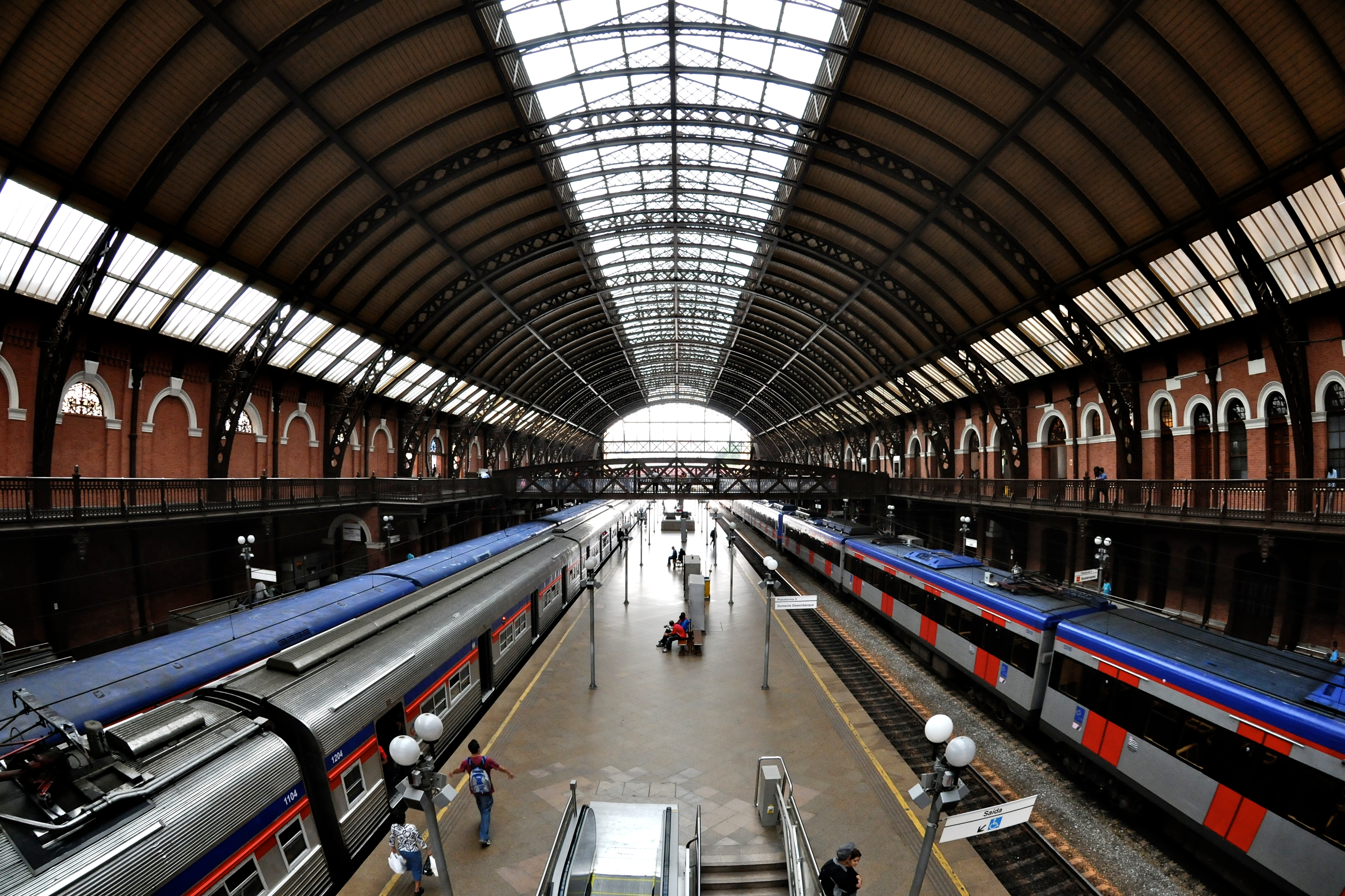
近郊鉄道CPTMのルス駅構内

交通渋滞の解消とバスや自動車の排気ガスによる公害の解消を目的に、1970年代より地下鉄路線網の整備が都心部を中心に進められてきており、サンパウロ地下鉄は2023年現在、1、2、3、4、5号線に加え、モノレール15号線の計6路線で運行されており、さらに6号線とモノレール17号線が建設中である。さらに、16、18、19、20号線が建設計画路線に策定されている。
地下鉄以外の近郊鉄道については、地下鉄よりもはるかに長い歴史を誇ってきたが、施設の老朽化等が目立っていた。そこで、1990年代以降の市街地の郊外への拡張と人口の増加に対応すべく、1992年にサンパウロ都市圏鉄道会社(CPTM)が発足し、それまでの近郊鉄道路線部門を統合、貨物路線を電化し、狭軌路線（1000mm）を広軌化（1600 mm）する等、輸送力を強化して通勤用路線として整備した。2017年現在、92駅、7・8・9・10・11・12号線の6路線、総延長258.4kmの都市鉄道網を形成している。将来的にはグアルーリョス国際空港への連絡鉄道など計13路線、202駅、総延長403.4kmにおよぶ鉄道網に拡大する予定である。だが、人口2000万人に上る南米最大の人口を抱える都市圏としての旅客鉄道網の規模はまだ小さく、地下鉄網ではメキシコシティやサンティアゴに及ばず、近郊鉄道網はブエノスアイレス以下の規模である。
普通乗車券の他に路線バス、郊外鉄道、地下鉄共通の連絡乗車券や学割乗車券がある。路線バスと同様「Bilhete Unico」というICカードシステムを導入している。普通乗車券については1枚で複数回の乗車ができる券が発券されていたが、2006年に廃止された。

## 地下鉄

サンパウロ地下鉄路線図

## 郊外鉄道（CPTM）

近郊鉄道（CPTM）路線図

サンパウロ都市圏鉄道会社（CPTM）により運営されている。一日におよそ290万人の乗客を運ぶ。多くの路線が貨物と共有している。

## モノレール
15、16、17、18号線はモノレールとして建設されサンパウロ地下鉄に含まれている。

## 観光急行列車
2009年からCPTMによってExpresso Turísticoという不定期の観光急行列車の運行も始まり、週末にルス駅からパラナピアカバ駅、Jundiaí駅、Mogi das Cruzes駅までの3路線が運行されている。

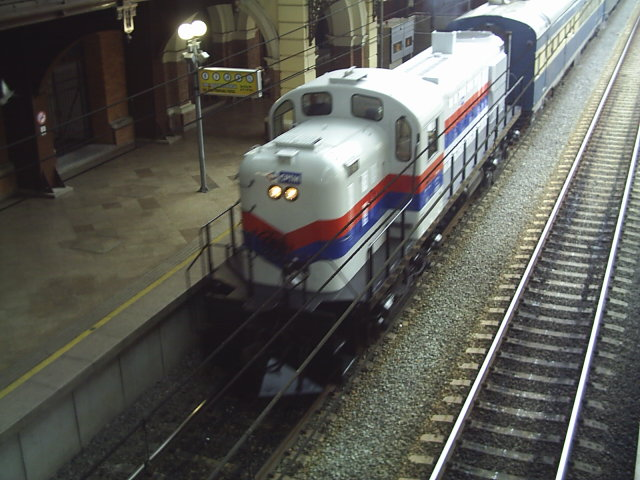
観光列車（Expresso Turístico）
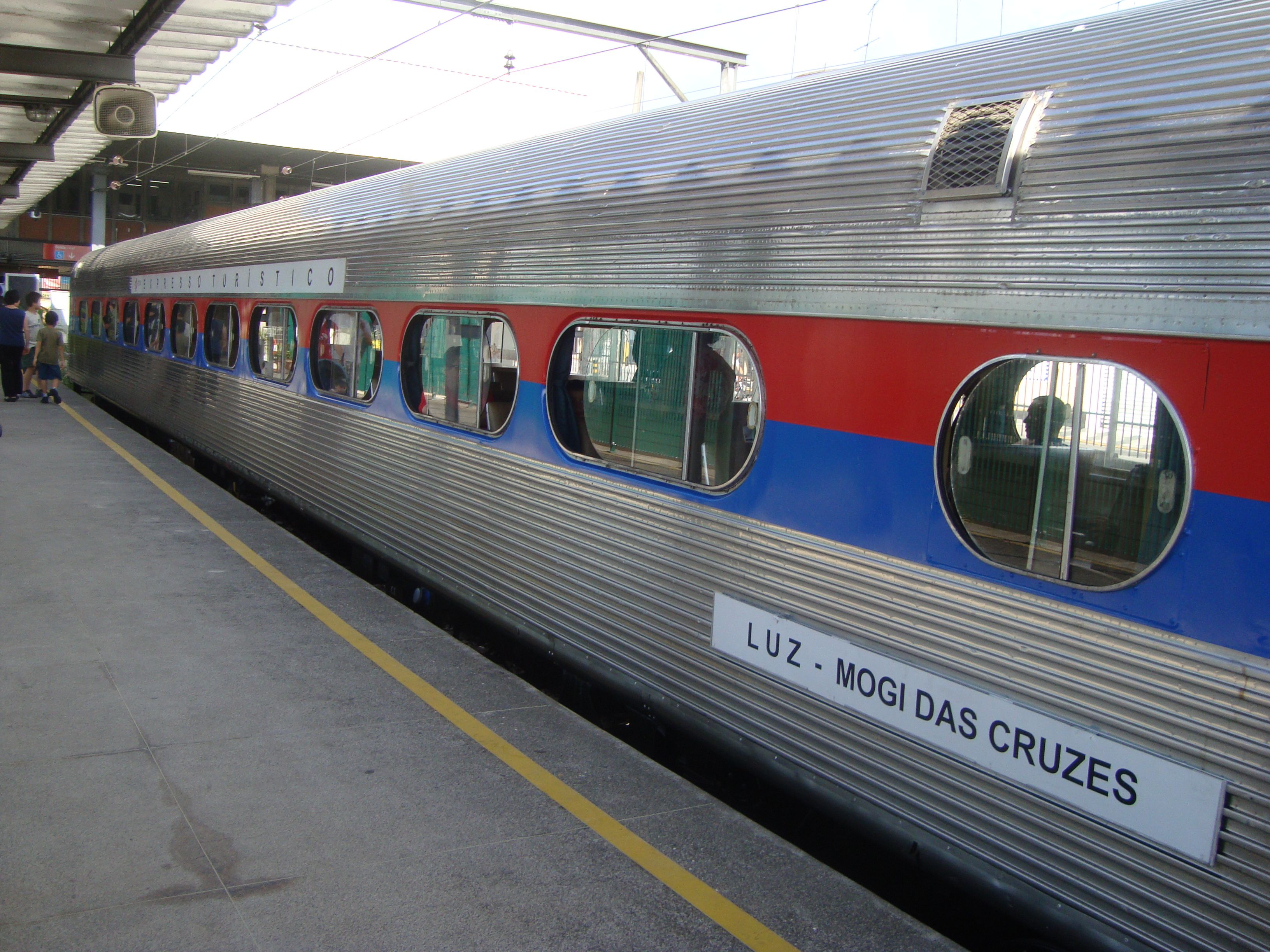
観光列車（Expresso Turístico）

## 中・長距離列車
かつて、旧サンパウロ鉄道 (SPR: サンパウロ・レイルウェイ) のターミナル駅であったルス駅(Estacao da Luz)と旧ソロカバーナ鉄道 (EFS: エストラーダ・ジ・フェホ・ソロカバーナ) のターミナル駅であったジュリオ・プレステス駅から中・長距離を走る旅客列車が発着していたが、相次ぐ高速道路の開通や航空路線に押され1980年代以降急速に列車の削減が行われた。最後まで残った中・長距離列車はリオデジャネイロへ向かう夜行列車が1日1便及びサントスへ向かう1日2便の列車であったが、それらも2000年を前にして全て廃止された。その後はバハ・フンダ駅（Barra Funda）からサントスまでの観光列車が不定期ながら運行される程度である。なお、新たな交通手段の一つとしてリオデジャネイロやカンピーナスとを結ぶ高速鉄道が計画されている。

## サンパウロ鉄道網一覧
以下は、計画路線も含むサンパウロ鉄道網一覧である。すべての計画が完成すると地下鉄は8路線、モノレールが4路線、近郊電車が8路線となっており、計画全体では28路線の鉄道路線となっている。
| 路線                      | 色           | 区間                                              | 営業キロ | 駅数 | システム   |
| ------------------------- | ------------ | ------------------------------------------------- | -------- | ---- | ---------- |
| 1                         | 青           | Tucuruvi ↔ Jabaquara                              | 20.2     | 23   | 地下鉄     |
| 2                         | 緑           | Vila Madalena ↔ Vila Prudente ↔ Cidade Tiradentes | 38.4     | 31   | 地下鉄     |
| 3                         | 赤           | Palmeiras-Barra Funda ↔ Corinthians-Itaquera      | 22       | 18   | 地下鉄     |
| 4                         | 黄           | Luz ↔ Vila Sônia                                  | 12.8     | 11   | 地下鉄     |
| 5                         | ライラック   | Capão Redondo ↔ Chácara Klabin                    | 19.8     | 17   | 地下鉄     |
| 6(建設中)                 | 橙           | Brasilândia ↔ São Joaquim                         | 18.4     | 17   | 地下鉄     |
| 7                         | ルビー       | Jundiaí ↔ Francisco Morato ↔ Luz                  | 60.5     | 19   | CPTM       |
| 8                         | ダイヤモンド | Amador Bueno ↔ Júlio Prestes                      | 41.7     | 24   | CPTM       |
| 9                         | エメラルド   | Osasco ↔ Grajaú                                   | 31.8     | 18   | CPTM       |
| 10                        | ターコイズ   | Luz ↔ Rio Grande da Serra                         | 37.2     | 14   | CPTM       |
| 11                        | コーラル     | Luz ↔ Estudantes                                  | 50.8     | 17   | CPTM       |
| 12                        | サファイア   | Brás ↔ Calmon Viana                               | 38.8     | 16   | CPTM       |
| 13                        | 翡翠         | Brás ↔ Arujá                                      | 38       | 12   | CPTM       |
| 14(計画中)                | 縞瑪瑙       | Itapecerica da Serra ↔ Água Branca                | 43       | 17   | CPTM       |
| 15                        | 銀           | Vila Prudente ↔ São Mateus                        | 13       | 10   | モノレール |
| 16(計画中)                | 菫           | Cachoeirinha ↔ Lapa                               | 9        | 10   | モノレール |
| 17                        | 金           | São Paulo - Morumbi ↔ Congonhas / Jabaquara       | 21.5     | 14   | モノレール |
| 18(計画中)                | 銅           | Tamanduateí ↔ Alvarengas (São Bernardo)           | 20       | 18   | モノレール |
| 19(計画中)                | 空           | Tancredo Neves ↔ Campo Belo                       |          |      | 地下鉄     |
| 20(計画中)                | ピンク       | Lapa ↔ Moema                                      | 12.3     | 13   | 地下鉄     |
| 24(計画中)                | 黄緑         | Piqueri ↔ Monte Belo                              |          | 9    |            |
| 25(計画中)                | 紺青         | Prefeito Celso Daniel-Santo André ↔ Vila São João |          | 23   |            |
| 26(計画中)                | 黒           | Americana ↔ Santos                                |          | 9    |            |
| 27(計画中)                | 白           | Sorocaba ↔ Taubaté                                |          | 7    |            |
| VLT de Alphaville(計画中) | 白           | Carapicuíba - Alphaville - Nova Barueri           | 11       | 13   |            |
| 総延長                    | -            | -                                                 |          |      | -          |